# Paramonova poocheraiana
Paramonova poocheraiana är en tvåvingeart som beskrevs av Kelsey 1987. Paramonova poocheraiana ingår i släktet Paramonova och familjen fönsterflugor. Inga underarter finns listade i Catalogue of Life.